# Montagnola

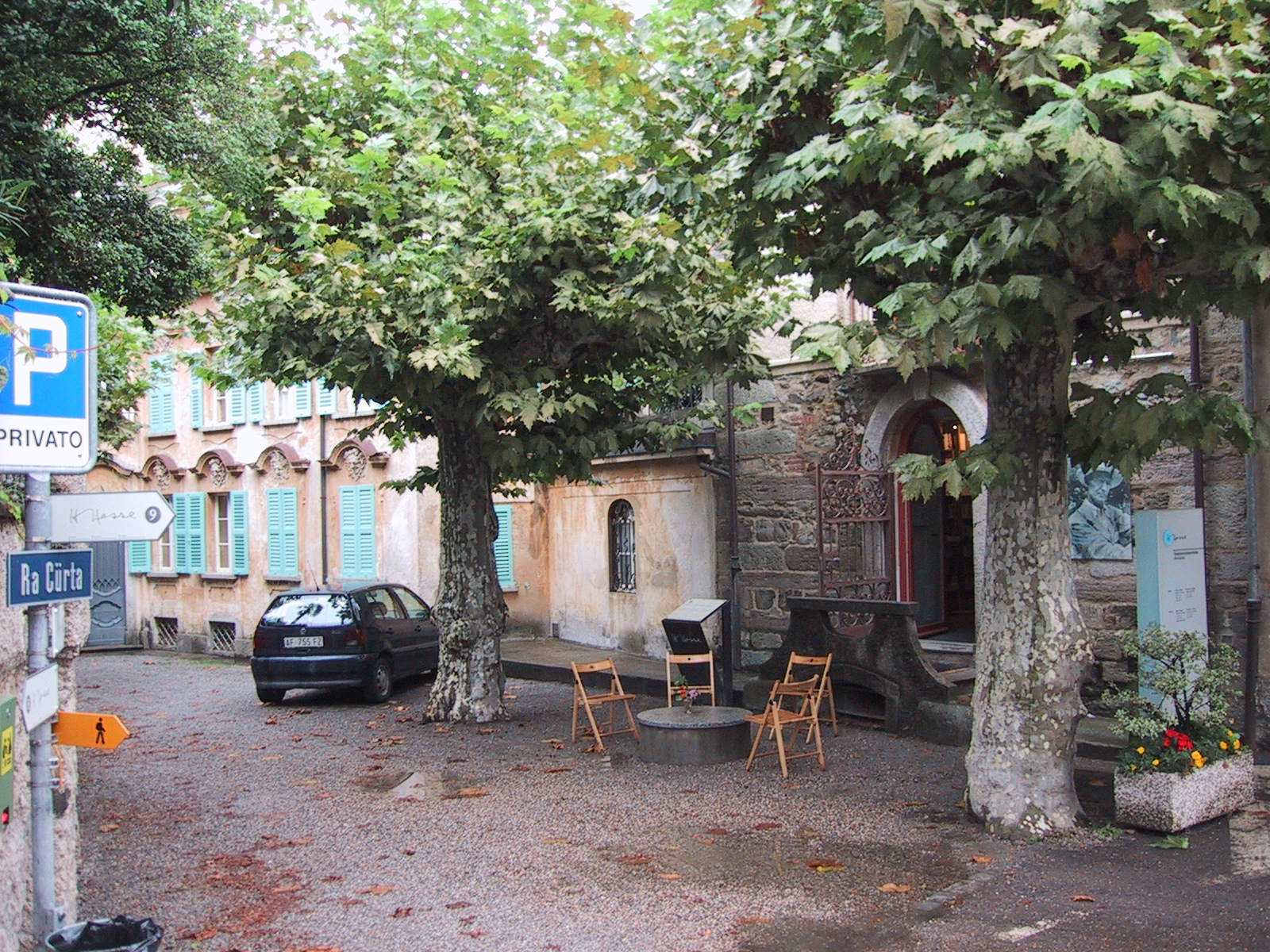
Uma das ruas da comuna de Montagnola/Suíça.

Montagnola é uma comuna localizada na Suíça, que fica a poucos quilômetros ao sul da cidade de Lugano, no Tessino, e possui cerca de 2.100 habitantes atualmente. Desde o ano de 2004 foi unida às comunas de Gentilino e Agra numa comuna única, Collina d'Oro.
Em Montagnola o escritor alemão Hermann Hesse viveu seus últimos anos de vida.